# Smal toffelmossa
Smal toffelmossa (Aloina aloides) är en bladmossart som först beskrevs av Bruch och W. P. Schimper, och fick sitt nu gällande namn av E. J. Craig in Grout 1939. Smal toffelmossa ingår i släktet toffelmossor, och familjen Pottiaceae. Inga underarter finns listade i Catalogue of Life.